# .рф
.рф (en ruso: Росси́йская Федера́ция, tr. Rossíyskaya Federátsiya, “Federación Rusa”) es un dominio de nivel superior geográfico (ccTLD) de la Federación Rusa en alfabeto cirílico. Fue introducido en 2008 y empezó a funcionar en mayo de 2010.
Todos los nombres de sitios en este dominio están en el alfabeto cirílico solamente, mientras que el dominio .ru se emplea solo para nombres que estén en alfabeto latino. Es el primer dominio cirílico en el mundo y el cuarto en no usar caracteres del alfabeto latino.
El registro abierto de dominios comenzó el 11 de noviembre de 2010, pero durante un año estuvo limitado a ciudadanos rusos y personas jurídicas registradas en Rusia, y además el derecho a usar un dominio adquirido no podrá revenderse durante un año. Estas medidas están dirigidas contra los ciberokupas.